# Middle Village–Avenida Metropolitan (línea de la Avenida Myrtle)
Middle Village–Avenida Metropolitan es la estación terminal septentrional de la línea de la Avenida Myrtle del metro de la ciudad de Nueva York. Localizada en la intersección de la Avenida Metropolitan y la Calle 67 en el barrio Middle Village del centro de Queens, y es servida todo el tiempo por los trenes del servicio M.
La estación cuenta con una plataforma central y dos vías y justo al sur de la estación se encuentra el Fresh Pond Yard.

## Conexiones de autobuses
- Q38
- Q54
- Q67